# Flavia Buref
Flavia Adriana Buref (n. 29 noiembrie 1934, Craiova – d. 18 decembrie 2016, București) a fost o actriță de film, scenaristă, poetă și realizatoare de emisiuni de televiziune.

## Carieră
Provenită dintr-o familie de aromâni refugiată în România din Bitola, Flavia Buref a absolvit Institutul de Artă Teatrală și Cinematografică Ion Luca Caragiale din București în 1956, având colegi pe: Amza Pelea, Draga Olteanu Matei, Silviu Stănculescu, Silvia Popovici, Sanda Toma, Victor Rebengiuc, Gheorghe Cozorici, George Constantin și Mircea Albulescu.
A debutat în filmul Dincolo de brazi (1957), în regia lui Mircea Drăgan și Mihai Iacob. Din 1974 a scris texte de muzică ușoară, romane, versuri, cărți pentru copii.
A scris textele pentru cântecele din filmele Mama (1977) și Eu, tu și Ovidiu (1978).
A realizat peste 300 de emisiuni de televiziune și a scris multe scenarii pentru Teatrul Național Radiofonic.

## Filmografie

### Actriță
A jucat în filmele:
- Dincolo de brazi (1957)[10]
- Setea (1961)[11]
- A fost prietenul meu (1961)[12]
- Camera albă (1964)
- Doi băieți ca pîinea caldă (1965)
- Procesul alb (1965)
- Tatăl risipitor (1974)
- Nu filmăm să ne amuzăm (1975)[13]

### Scenaristă
- Taina jocului de cuburi (1990)[14]

## Premii
- Premiul Ojo de la Umanidad (română Ochiul Umanității) la cel de-al 4-lea festival internațional de film din Argentina, 1964.[8][15]